# بوربان
بوربان ، هي ثقافة فرعية موسيقية ومحاولة لتوحيد الموسيقيين الحضريين من أصل آسيوي. تسببت الفكرة في انقسام بين أكبر الفنانين والنقاد بسبب غموض المصطلح نفسه. المفهوم الخاطئ الشائع للبوربان هو أنه نوع موسيقي من أصل آسيوي، وهو أمر غير صحيح. بربان هي ثقافة فرعية لموسيقى الهيب هوب/آر آند بي، تركز على الفنانين من خلفية آسيوية.  والسبب وراء الغاء مصطلح  "الموسيقى الغربية\الآسيوية" والذي عادة ما يكون فناني الهيب هوب المهملين مثل الفنانين من “ديسي"
الألفية: الأصول الآسيوية الحضرية
بعد سنوات من وصمة العار المرتبطة بمصطلح «"الموسقى الغربية\الآسيوية"» والارتباك حول انها نوع من الموسيقى، والذي استخدمته غالبية وسائل الإعلام الوطنية، قرر عدد قليل من الفنانين تدمير وإعادة إنشاء وإدخال المصطلح الجديد للثقافة الفرعية، «بوربان». ومع إن «B» تعني «البني» كان هناك انتقادات بأنها قد تضر بعالمية الموسيقى. رفض العديد من الفنانين الآسيويين استخدام المصطلح (لا سيما سام كاي)، لكن عددًا متزايدًا قرر إعادة تسمية أنفسهم بكلمة بوربان. رغم أن الحركة في مهدها، كان هناك الكثير من الارتباك والمداولات حول دلالات البوربان.
العقد الأول من الألفية: ولادة البوربان
كان حفل توزيع جوائز بريت اسيا لعام 2011 مسقط رأس بوربان، وتأكيدًا رسميًا لحركة بوربان. جعل أداء مغني الراب شيزيو المسرح بأكمله يتحدث بعد عرض مع خمسة عشر فنانًا. سجل فريق الممثلين من جميع النجوم اغنية شيزيو «Come Get Some» مع دريلا كيد وسوامي باراكوس وكاز كومار وراكسستار وكي وميتز وتريكس وباريس سان جيرمان وجامر وشابا دي وبيج نارستي، قبل أن ينحني أخيرًا مع الكل. تم استخدام مصطلح بوربان من قبل (على سبيل المثال، تم تحميل "بوربان سايبر" على يوتيوب في 25 يوليو 2011) ولكن تم ذكره في 1 أكتوبر 2011 في حفل توزيع الجوائز.
مقدار الدعم
كان مستوى الدعم لفناني «البوربان» مشكوكًا فيه، مما دفع إلى الحاجة إلى تغيير العلامة التجارية. ومع ذلك، كان هناك أبطال بارزون: مقدمو العروض من بز آسيا بما في ذلك دوني برسكو و آمي كي و قمة الهيب هوب التاريخية  و مجموعة من الدي جي مثل دريبة و فريكتيون و جيسال ومن قناة بي بي سي الآسويية  بوبي فريكتيون و نيهال و دي جي كايبر و كان دي مان. في عام 2011 (واستمرارا حتى عام 2012)، ازدادت دائرة الدعم على نطاق أوسع. قام صحفيون مثل أسجد نذير (من العين الشرقية) بتضمين مقابلات مع فنانين من المشهد.كان موقع الويب SuperCritic.tv (الذي استولى عليه جيسال الآن) أول موقع ويب يقيم الموسيقى (ويسجلها) بشكل نقدي ؛ في هذه العملية ولدت مواقع جديدة مثل The Brown Scene و مقالة بوربان. أدرجت القنوات التلفزيونية، مثل بريت آسيا، العديد من الفنانين، وقدمت برامج مقابلات للموسيقيين مثل شيزو بينما أنشأ Kiss TV برنامج Asian Beats Chart Show (بمساعدة معلمي العلاقات العامة تيري ماردي وبيدرو كارفالو). وفي حين أن الأثر على الرسوم البيانية كان ضئيلا، فقد كانت هناك نجاحات ملحوظة في الأشكال الجديدة لوسائط الإعلام ؛ على سبيل المثال، اكتسب فيديو راكسستار لـ «Jaaneman» أكثر من مليون مشاهدة على يوتيوب . ومع ذلك، كانت هناك أصوات قلق بشأن توضيح أشكال الكلمة الموجودة مسبقًا أو ذات الصلة، على الرغم من أنها تبدو وكأنها تتبدد مع تقدم الوقت. ومع ذلك، لا يزال هناك انتقاد متكرر لعدم وجود «صوت موحد».

## أبرز الفنانين
- ذا تروث
- راكسستار
- شيزو